# Lijst van gemeenten in Malatya
Onderstaande lijst bevat alle gemeenten (2000) in de Turkse provincie Malatya.
| District   | Gemeente        |
| ---------- | --------------- |
| Akçadağ    | Akçadağ         |
| Akçadağ    | Bahri           |
| Akçadağ    | Kozluca         |
| Akçadağ    | Ören            |
| Arapkir    | Arapkir         |
| Arguvan    | Arguvan         |
| Battalgazi | Battalgazi      |
| Battalgazi | Hasırcılar      |
| Battalgazi | Hatunsuyu       |
| Darende    | Ağılbaşı        |
| Darende    | Aşağıulupınar   |
| Darende    | Ayvalı          |
| Darende    | Balaban         |
| Darende    | Darende         |
| Darende    | Ilıca           |
| Darende    | Yenice          |
| Doğanşehir | Doğanşehir      |
| Doğanşehir | Erkenek         |
| Doğanşehir | Gövdeli         |
| Doğanşehir | Kurucaova       |
| Doğanşehir | Polat           |
| Doğanşehir | Söğüt           |
| Doğanşehir | Sürgü           |
| Doğanyol   | Doğanyol        |
| Doğanyol   | Gökçe           |
| Hekimhan   | Güzelyurt       |
| Hekimhan   | Hasançelebi     |
| Hekimhan   | Hekimhan        |
| Hekimhan   | İpekyolu        |
| Hekimhan   | Kocaözü         |
| Hekimhan   | Kurşunlu        |
| Kale       | Kale            |
| Kuluncak   | Kuluncak        |
| Kuluncak   | Sofular         |
| Malatya    | Beydağı         |
| Malatya    | Dilek           |
| Malatya    | Erenli          |
| Malatya    | Hanımınçiftliği |
| Malatya    | Konak           |
| Malatya    | Malatya         |
| Malatya    | Orduzu          |
| Malatya    | Şahnahan        |
| Malatya    | Topsöğüt        |
| Malatya    | Yaygın          |
| Pötürge    | Nohutlu         |
| Pötürge    | Pötürge         |
| Pötürge    | Tepehan         |
| Yazıhan    | Durucasu        |
| Yazıhan    | Fethiye         |
| Yazıhan    | Yazıhan         |
| Yeşilyurt  | Bostanbaşı      |
| Yeşilyurt  | Gündüzbey       |
| Yeşilyurt  | Yakınca         |
| Yeşilyurt  | Yeşilyurt       |